# Tillandsia clavigera
Espèce
Classification phylogénétique
Tillandsia clavigera Mez est une plante de la famille des Bromeliaceae.
L'épithète clavigera signifie « portant des massues » et se rapporte à l'aspect des subdivisions de l'inflorescence.

## Protologue et Type nomenclatural
Tillandsia clavigera Mez in C.DC., Monogr. Phan. 9: 783, no 140 (1896)
Diagnose originale :
« inflorescentia laxe basi tri-, apicem versus bipinnatim panniculata[sic] spicis axi primario pinnatim insertis, nutantibus, flabellatis, +/- 8-floris, bracteas primarias longe superantibus ; bracteolis florigeris sepala subaequantibus ; floribus erectis ; sepalis aequaliter liberis ; petalis stamina superantibus. »
Type : leg. Stübel, n° 208a, 1871-09; "Ecuador, Cerro Ilaló cerca de Quito, 3000 m." ; Holotypus B (in herb. Hieron.) [ Planche en ligne ].

## Synonymie

### Synonymie nomenclaturale
- Tillandsia deppeana var. clavigera (Mez) L.B.Sm.

### Synonymie taxonomique
(aucune)

## Écologie et habitat
- Typologie : plante vivace herbacée ; épiphyte[1],[2]
- Habitat : ?
- Altitude : 3 000 m[2].

## Distribution
- Amérique du Sud :
  -  Équateur[2]
    - Pichincha[1]

## Taxons infraspécifiques

### Tillandsia clavigeravar.clavigera
(autonyme)

### Tillandsia clavigeravar.pendulaRauh
Tillandsia clavigera var. pendula Rauh, in Abh. Akad. Wiss. Lit. Mainz, Math.-Naturwiss. Klasse, Trop. Subtrop. Pflanzenwelt 52: 59 (1985)
Type : leg. W.Rauh, no 63924 ; Holotypus HEID.
À noter le revirement d'opinion de Rauh qui voyait auparavant Tillandsia clavigera comme une simple variété de Tillandsia deppeana Steud.
Distribution : centre du Pérou.
Rupicole, à 2 400 m d'altitude.